# Опсада Кијева (1991)
Опсада Кијева 1991. године била је један од најранијих сукоба у Хрватском рату за независност. 9. корпус Југословенске народне армије (ЈНА) предвођен пуковником Ратком Младићем и снаге САО Крајине под командом шефа полиције Книна Милана Мартића опселе су хрватско село Кијево крајем априла и почетком маја 1991. године. Првобитна опсада је прекинута након преговора који су уследили након великих протеста у Сплиту против ЈНА.
ЈНА и снаге САО Крајине почели су блокаду средином августа. Кијево је заузето 26. августа, а потом опљачкано и спаљено. Борбе у Кијеву биле су значајне као један од првих случајева када је ЈНА отворено стала на страну САО Крајине против хрватских власти. Хрватска полиција је побегла из Кијева према граду Дрнишу, а преостало хрватско становништво је напустило село.
Мартићу је суђено пред Међународним кривичним трибуналом за бившу Југославију (МКТЈ) по неколико различитих тачака оптужнице за ратне злочине, укључујући и његово учешће у опсади Кијева. Суђење је резултирало пресудом кривице, а налазе Судског већа у вези са Кијевом, донете 2007. године, потврдило је Жалбено веће МКТЈ 2008. године, на основу исказа сведока о томе да се радило о етничком чишћењу . Опсада је била први пример коришћења етничког чишћења у југословенским ратовима . Хрватске власти су судиле Младићу у одсуству и осудиле га за ратне злочине почињене у Кијеву.

## Позадина
Године 1990, етничке тензије између Срба и Хрвата су се погоршале након изборног пораза владе Социјалистичке Републике Хрватске од стране Хрватске демократске заједнице (ХДЗ). Југословенска народна армија (ЈНА) је конфисковала оружје хрватске Територијалне одбране (ТО) како би смањила отпор.  Дана 17. августа, тензије су ескалирале у отворену побуну хрватских Срба, усредсређену на претежно српски насељена подручја далматинског залеђа око Книна (приближно 60 километара североисточно од Сплита ), делове Лике, Кордуна, Бановине и источне Хрватске .  Србија, уз подршку Црне Горе и српских покрајина Војводине и Косова, безуспешно је покушала да добије одобрење Председништва Југославије за операцију ЈНА ради разоружавања хрватских снага безбедности у јануару 1991. године. Захтев је одбијен, а окршај без крви између српских побуњеника и хрватске специјалне полиције у марту  подстакао је саму ЈНА да затражи од Савезног председништва да јој да ратна овлашћења и прогласи ванредно стање. Иако је захтев подржала Србија и њени савезници, ЈНА је одбијена 15. марта. Српски председник Слободан Милошевић, преферирајући кампању за проширење Србије него за очување Југославије са Хрватском као федералном јединицом, јавно је запретио да ће ЈНА заменити српском војском и изјавио да више не признаје ауторитет савезног Председништва. Претња је навела ЈНА да постепено одустане од планова за очување Југославије у корист проширења Србије, како је ЈНА дошла под Милошевићеву контролу.  До краја марта, сукоб је ескалирао до првих жртава .  Почетком априла, вође српске побуне у Хрватској изјавиле су своју намеру да интегришу подручја под својом контролом са Србијом. Влада Хрватске их је сматрала сепаратистичким регионима.
Почетком 1991. године, Хрватска није имала редовну војску. Да би ојачала своју одбрану, Хрватска је удвостручила број полицијског особља на око 20.000. Најефикаснији део снага била је специјална полиција од 3.000 људи распоређена у дванаест батаљона, која је усвојила војну организацију јединица. Такође је постојало 9.000–10.000 регионално организованих резервних полицајаца распоређених у 16 батаљона и 10 чета. Резервним снагама је недостајало оружје. Као одговор на погоршање ситуације, хрватска влада је у мају основала Хрватску народну гарду ( Збор народне гарде – ЗНГ) спајањем батаљона специјалне полиције у четири потпуно професионалне гардијске бригаде које су заједно чиниле приближно 8.000 војника потчињених Министарству одбране, на челу са пензионисаним генералом ЈНА Мартином Шпегељем. Регионална полиција, која је до тада проширена на 40.000 људи, такође је припојена ЗНГ и реорганизована у 19 бригада и 14 независних батаљона. Гардијске бригаде биле су једине јединице ЗНГ које су биле потпуно наоружане лаким оружјем ; широм ЗНГ-а недостајало је теже наоружање и није постојала структура командовања и контроле. Несташица тешког наоружања била је толико озбиљна да је ЗНГ прибегла коришћењу оружја из Другог светског рата узетог из музеја и филмских студија. У то време, хрватске залихе оружја састојале су се од 30.000 комада лаког оружја купљеног у иностранству и 15.000 комада који су раније били у власништву полиције. Тада је основана нова специјална полиција од 10.000 људи како би се заменило особље изгубљено у гардијским бригадама.

## Кијевска заседа
Године 1991, Кијево је било село са 1.261 становником, од којих је 99,6% било Хрвата. Било је окружено српским селима Полача, Цивљане и Цетина. Након Логовачке револуције, три српска села су постала део САО Крајине, а приступ Кијеву је био ограничен јер су постављене барикаде у Полачи и Цивљанама на путевима који опслужују село. Као одговор, његово становништво је формирало ад хок милицију.
Након инцидента на Плитвичким језерима 1. априла 1991. године, снаге САО Крајине заробиле су тројицу хрватских полицајаца из оближњег Дрниша, са намером да их размене за војнике хрватских Срба које су хрватске снаге заробиле на Плитвичким језерима. Заузврат, милиција коју су формирали становници Кијева заробила је неколико српских цивила и захтевала да се заробљени полицајци ослободе у замену за њихове заробљенике. Дана 2. априла, обавештајни официри ЈНА известиле су о овоме и упозориле како су локалне милиције у Кијеву и Цивљанама, иначе раздвојене барикадама, биле укључене у оружане окршаје који су претили да ескалирају. Кијево је постало стратешки значајно јер је његова локација ометала путне комуникације САО Крајине.

## Блокада април-мај
У ноћи између 27. и 28. априла, група официра хрватског Министарства унутрашњих послова успела је да стигне до Кијева, а хрватска полицијска станица је званично основана у селу 28. априла. Следећег дана, трупе ЈНА, под командом начелника штаба 9. (Книнског) корпуса ЈНА, пуковника Ратка Младића, ушле су, пресецајући сваки приступ и спречавајући испоруку залиха у Кијево. Дана 2. маја, хрватски полицијски хеликоптер је извршио принудно слетање у Кијево након што је претрпео штету коју је нанела ватра трупа САО Крајине. Хеликоптер је превозио тадашњег министра одбране Луку Бебића и потпредседника Хрватског сабора Владимира Шекса . Летелица је успела да полети након поправке истог дана. Још један окршај се догодио 2. маја на планини Козјак, где је припадник паравојне формације САО Крајине погинуо док је био на стражи.
Хрватски председник Фрањо Туђман позвао је јавност да оконча опсаду, а апел је резултирао великим протестом против ЈНА у Сплиту, који је организовао Хрватски синдикални савез у бродоградилишту Бродосплит 6. маја 1991. године. Дана 7. маја, 80 тенкова и гусеничних возила и 23 точкова возила 10. моторизоване бригаде ЈНА напустило је касарну у Мостару, само да би их цивили зауставили испред Широког Бријега, западно од Мостара. Конвој је остао на месту три дана док је гомила захтевала да ЈНА прекине опсаду Кијева. Протест је завршен након што је Алија Изетбеговић, председник Председништва Босне и Херцеговине, посетио и обратио се демонстрантима, уверавајући их да конвој иде ка Купресу, а не ка Кијеву. Туђман и кардинал Фрањо Кухарић послали су телеграме демонстрантима који су подржавали Изетбеговића. Опсада Кијева је прекинута преговорима неколико дана касније, две недеље након што је блокада уведена.

## Августовска блокада
Мајски споразум се показао краткотрајним, јер су јединице ЈНА, поново предвођене Младићем, поставиле барикаде како би спречиле улазак у село 17. августа 1991. Следећег дана, вођа хрватских Срба Милан Мартић поставио је ултиматум полицији и становницима Кијева, захтевајући да напусте село и његову околину у року од два дана - или ће се суочити са оружаним нападом.
Између 23. и 25. августа, хрватске снаге су евакуисале скоро целокупно цивилно становништво села. Дана 25. августа, хрватске снаге су покренуле неуспешан напад на касарну ЈНА у Сињу, 38 kilometres (24 miles) југоисточно од Кијева. Циљ напада је био да се добије оружје, потребно јер су се хрватски положаји у близини Кијева погоршавали.
Дана 26. августа, ЈНА је напала Кијево, супротстављено 58 полицајаца наоружаних само лаким оружјем, под командом начелника полицијске станице Мартина Чичина Шаина. Између 05:18 и 13:00, ЈНА је испалила 1.500 артиљеријских граната на село, а Југословенско ратно ваздухопловство је подржало напад са 34 налета блиске ваздушне подршке. Истог поподнева, ЈНА је извршила копнени напад на Кијево. Према Мартићу, на сваку кућу у Кијеву је отворена ватра. Нападачке снаге су се састојале од приближно 30 тенкова уз подршку пешадије ЈНА и милиције хрватских Срба.
ЈНА је ушла у село до 16:30. Потпуковник Перислав Ђукић, командант Тактичке групе 1 задате за заузимање Кијева и командант 221. моторизоване пешадијске бригаде ЈНА, известио је да је село обезбеђено до 22:30. Хрватска полиција је побегла из Кијева у три групе преко планине Козјак према Дрнишу. Преостало хрватско становништво је отишло након што је артиљерија уништила већи део њихових насеља. Групе у повлачењу су прогонили авиони Југословенског ратно-ваздухопловства док су се пробијале преко Козјака. Репортерка Радио-телевизије Београд Весна Југовић забележила је ове догађаје. Крајишке јединице под командом Мартића деловале су у сарадњи са ЈНА како би преузеле команду над тим подручјем.

## Последице
Сукоб између хрватских снага и ЈНА у Кијеву био је један од првих случајева када је ЈНА отворено стала на страну побуњених Срба у брзо ескалирајућем Хрватском рату за независност, поступајући на основу Мартићевог ултиматума. Одбрамбене снаге су претрпеле само два рањеника, али је једна од група у повлачењу заробљена. Група, која се састојала од 20 мушкараца, касније је пуштена у размени ратних заробљеника. ЈНА није претрпела жртве. Након што је ЈНА обезбедила Кијево, село је опљачкано и спаљено. Уништење Кијева постало је један од најозлоглашенијих српских злочина у раним фазама рата. Јединице ЈНА које су учествовале у борбама у и око Кијева напредовале су ка Сињу у наредних неколико дана, заузевши Врлику пре него што су прераспоређене да учествују у бици за Шибеник средином септембра.
На Међународном кривичном трибуналу за бившу Југославију, суђење Милану Мартићу резултирало је пресудом кривице у вези са Мартићевим учешћем у Кијеву, а налазе Судског већа из 2007. године у вези са Кијевом потврдило је Жалбено веће 2008. године, на основу исказа сведока о томе да се радило о етничком чишћењу .  Опсада Кијева била је први пример примене стратегије етничког чишћења у југословенским ратовима . Догађаји у Кијеву нису били укључени у оптужницу на суђењу Ратку Младићу, али је хрватско правосуђе судило Младићу у одсуству за ратне злочине почињене у Кијеву. Осуђен је на 20 година затвора.

## Извори
Књиге и научни радови
- Allcock, John B.; Milivojević, Marko; Horton, John Joseph (1998). Conflict in the former Yugoslavia: an encyclopedia. Santa Barbara, California: ABC-CLIO. ISBN 9780874369359.
- Armatta, Judith (2010). Twilight of Impunity: The War Crimes Trial of Slobodan Milosevic. Durham, North Carolina: Duke University Press. ISBN 978-0-8223-4746-0.
- Central Intelligence Agency, Office of Russian and European Analysis (2002). Balkan Battlegrounds: A Military History of the Yugoslav Conflict, 1990–1995. Washington, D.C.: Central Intelligence Agency. ISBN 9780160664724. OCLC 50396958.
- Degoricija, Slavko (2008). Nije bilo uzalud (на језику: хрватски). Zagreb, Croatia: ITG - Digitalni tisak. стр. 49. ISBN 978-9537167172.
- Eastern Europe and the Commonwealth of Independent States. London, England: Routledge. 1999. ISBN 978-1-85743-058-5.
- Gow, James (2003). The Serbian Project and Its Adversaries: A Strategy of War Crimes. London, England: C. Hurst & Co. стр. 154—155. ISBN 9781850656463.
- Hoare, Marko Attila (2010). „The War of Yugoslav Succession”.  Ур.: Ramet, Sabrina P. Central and Southeast European Politics Since 1989. Cambridge, England: Cambridge University Press. стр. 111—136. ISBN 9781139487504.
- Lučić, Ivica (јун 2008). „Bosna i Hercegovina od prvih izbora do međunarodnog priznanja” [Bosnia and Herzegovina from the First Elections to the International Recognition]. Journal of Contemporary History (на језику: хрватски). Croatian Institute of History. 40 (1): 107—140. ISSN 0590-9597.
- Magaš, Branka (1993). The Destruction of Yugoslavia: Tracking the Break-up 1980-92. New York City: Verso Books. ISBN 9780860915935.
- Ramet, Sabrina P. (2006). The Three Yugoslavias: State-Building And Legitimation, 1918–2006. Bloomington, Indiana: Indiana University Press. ISBN 978-0-253-34656-8.
- Ružić, Slaven (децембар 2011). „Razvoj hrvatsko-srpskih odnosa na prostoru Benkovca, Obrovca i Zadra u predvečerje rata (ožujak - kolovoz 1991. godine)” [Development of Croatian-Serbian relations in Benkovac, Obrovac and Zadar area in the eve of the war (March–August 1991)]. Journal - Institute of Croatian History (на језику: хрватски). Institute of Croatian History. 43 (1): 399—425. ISSN 0353-295X.
- Silber, Laura; Little, Allan (1996). The death of Yugoslavia. London, England: Penguin Books. ISBN 9780140261684.
- Woodward, Susan L. (1995). Balkan Tragedy: Chaos and Dissolution After the Cold War. Washington, D.C.: Brookings Institution Press. стр. 142. ISBN 9780815795131.

Вести
- Cvitić, Plamenko (22. 8. 2005). „Nisam imao konkurenciju za Irak” [I had no competition for Iraq] (на језику: хрватски). Nacional. Архивирано из оригинала 29. 12. 2013. г. Приступљено 30. 6. 2013.
- Deljanin, Zorana (27. 5. 2011). „Posljednji zapovjednik obrane Kijeva Martin Čičin Šain: Moj susret s Mladićem” [The last Kijevo defence commander, Martin Čičin Šain: My encounter with Mladić]. Novi list (на језику: хрватски).
- Engelberg, Stephen (3. 3. 1991). „Belgrade Sends Troops to Croatia Town”. The New York Times. Архивирано из оригинала 2. 10. 2013. г.
- Jurković, Marina (18. 8. 2010). „APEL SABORU: Proglasiti 17. 8. danom početka rata” [APPEAL TO SABOR: Declare 17 August the day when the war began]. Slobodna Dalmacija (на језику: хрватски).
- Kosanović, Saša (3. 6. 2011). „Mnogo pitom Mladić” [Very tame Mladić]. Novosti (на језику: хрватски). Архивирано из оригинала 9. 8. 2020. г. Приступљено 29. 6. 2013.
- Paštar, Toni (25. 8. 2010). „Vijenci, svijeće i molitve u Sinju i Vrlici za poginule branitelje” [Wreaths, candles and prayers for dead in Sinj and Vrlika]. Slobodna Dalmacija (на језику: хрватски).
- Pavić, Snježana (26. 5. 2011). „Za više od 100 ubijenih Hrvata Škabrnji i Saborskom Ratko Mladić neće odgovarati. Nitko ga nije optužio!” [Ratko Mladić will not be held accountable for more than 100 Croats killed in Škabrnja and Saborsko. Nobody charged him!]. Jutarnji list (на језику: хрватски). Архивирано из оригинала 12. 8. 2011. г. Приступљено 28. 6. 2013.
- „Roads Sealed as Yugoslav Unrest Mounts”. The New York Times. Reuters. 19. 8. 1990. Архивирано из оригинала 21. 9. 2013. г.
- Šetka, Snježana (6. 5. 2001). „Dan kada je ustao Split” [Day when Split rose up]. Slobodna Dalmacija (на језику: хрватски).
- Sudetic, Chuck (2. 4. 1991). „Rebel Serbs Complicate Rift on Yugoslav Unity”. The New York Times. Архивирано из оригинала 2. 10. 2013. г.
- „"Terrorists" Fire on Croatian Helicopter”. Daily Report: East Europe (78–88). Foreign Broadcast Information Service. Tanjug. 1991. OCLC 16394067.

Други извори
- „Domovinski rat”. Official website (на језику: хрватски). Municipality of Kijevo. 2007. Архивирано из оригинала 29. 4. 2015. г. Приступљено 28. 6. 2013.
- Đukić, Borislav (27. 8. 1991). „Izvješće 221. mtbr. Komandi 9. korpusa OS SFRJ o stanju u TG-1, posljednjim borbama u osvajanju Kijeva, borbama oko sela Lelasi te napredovanju prema Vrlici i Otišiću” [Report of the 221st MotBde to the command of the 9th Corps of the armed forces of the SFR Yugoslavia regarding conditions in the TG-1, the final battles to capture Kijevo, fighting around village of Lelasi and advance towards Vrlika and Otišić] (PDF) (на језику: српски). стр. 266—267. Архивирано из оригинала (PDF) 26. 11. 2016. г. Приступљено 29. 6. 2013.
- Nazor, Ante (мај 2009). „Iz izvješća "Organu bezbednosti Komande RV i PVO" JNA o događajima u Borovu Selu - 2. svibnja 1991. (I. dio)” [From reports to the Security services of Yugoslav Air Force and Air Defence on events in Borovo Selo - 2 May 1991]. Hrvatski vojnik (на језику: хрватски и српски). Ministry of Defence (Croatia) (239). ISSN 1333-9036. Архивирано из оригинала 1. 12. 2009. г. Приступљено 30. 6. 2013.
- Nazor, Ante (октобар 2012). „Pokušaj uvođenja izvanrednog stanja u Hrvatsku - izvješća "organa bezbednosti" JNA od 2. travnja 1991.” [An attempt to introduce the state of emergency in Croatia - JNA security service reports of 2 April 1991]. Hrvatski Vojnik (на језику: хрватски и српски). Ministry of Defence (Croatia) (406). ISSN 1333-9036. Архивирано из оригинала 8. 10. 2014. г. Приступљено 28. 6. 2013.
- „The Prosecutor vs. Milan Martic – Judgement” (PDF). International Criminal Tribunal for the former Yugoslavia. 12. 6. 2007.